# Зоопарк Сіань
Зоопарк Сі-ан (西安 动物园 Xī-ān dòng-wù-yuán) — зоопарк в місті Сіань, адміністративному центрі провінції Шеньсі.

## Події
- 27 грудня 2005 року самка орангутана після 16 років паління відмовилася від цигарок. 26-річна Ай-ай пристрастилася до тютюну від самоти, після того, як втратила супутника життя. Засумувавши, вона впала в депресію. В цей час хтось із співчуття і підсунув їй цигарку. Тютюн так припав до смаку, що тварина не розлучалася з ним 16 років. Хто постачав Ай-ай цигарками та запальничками, залишається тільки гадати. Вирішивши відучити орангутана від шкідливої звички, адміністрація зоопарку розробила "антитютюновий план". Позитивних результатів довго чекати не довелося. Тепер тварина в сторону цигарок не дивиться і є живим прикладом усім курцям.
- 24 листопада 2006 року в зоопарку померла єдина у світі біло-коричнева панда. Самець панди по кличці Ціньцінь важив 100 кілограмів і мав зріст 172 сантиметри, на момент смерті йому було 17 років, а середній термін життя панди звичайно становить від 30 до 40 років.
- 14 лютого 2007 відбувся незвичайний експеримент - протягом 5 днів шестеро добровольців жили в вольєрі в оточенні 65 мавп, розділивши з ними їжу і увагу відвідувачів зоопарку. З 2000 кандидатів по всій країні були відібрані шестеро «щасливчиків», що погодилися провести 5 днів і ночей в клітці. Склад групи був неоднорідним: у неї увійшли поліцейський, продавець, студент, сільський лікар, страховий агент і курсант поліцейської школи у віці від 21 року до 50 років. Спільне перебування в обгородженому приміщенні в компанії мавп стало для учасників експерименту серйозним випробуванням їх людських якостей. За словами одного з «піддослідних», все це час вони «страждали від голоду, холоду, безсоння і агресивних нападок «корінних мешканців» вольєрів, а часом і від суперечок що виникали в їх крихітному колективі, але в підсумку перебороли всі труднощі і здружилися» . Протягом п'яти днів учасники експерименту харчувалися лише кукурудзяним хлібом, морквою, бананами, яблуками і яйцями, а холодні ночі проводили під двома невеликими тентами. Тим не менш, іншим учасникам вдалося вмовити колегу не порушувати чистоту експерименту передчасним відходом. Попри те, що для більшості «мавп мимоволі» холод і голод були незвичні, спеціально призначений до групи лікар із задоволенням відзначив, що ніхто з його підопічних не захворів. Адміністрацію зоопарку найважливішою була то обставина, що незвичайний експеримент змусив його учасників і мимовільних спостерігачів задуматися про цінність життя не тільки людини, але і тварин. Так, за словами доглядачів зоопарку, його відвідувачі перестали кидати у вольєри недопалки, порожні пляшки та інше сміття.
- 13 березня 2007 службовці зоопарку взяли на себе турботу про порося, у якого дві мордочки. У тварини, довжина якої досягає 30 сантиметрів, - одна голова, але на ній два роти і трое очей. Працівник свиноферми, який став свідком появи на світ мутанта, сказав, що порося народилося останнім, і коли чоловік його побачив, то вирішив, що це якийсь монстр. Вирішивши, що сам він не виходить таку дивовижну тварину, фермер звернувся за допомогою в зоопарк. Фахівці зоопарку впевнені, що порося мутувало в період ембріонального розвитку і вважають його стан в цей час задовільним.